# Gabriel Lima
Gabriel Lima de Oliveira (San Paolo, 19 agosto 1987) è un ex giocatore di calcio a 5 brasiliano naturalizzato italiano, campione europeo con la nazionale italiana nel 2014.

## Carriera

### Club
Giunto in Italia non ancora maggiorenne, Lima vince nella stagione 2004-05 lo scudetto Under-21 con l'Aosta. Le buone prestazioni fornite sia nella formazione giovanile sia nella prima squadra valdostana convincono la Marca a tesserarlo in prestito per la stagione 2007-08. Nonostante il debutto in Serie A, Lima trova poco spazio nella squadra veneta che al termine della stagione rinuncia al riscatto del suo cartellino. Viene quindi ceduto all'Arzignano, con la cui formazione Under-21 raggiunge la finale scudetto persa contro il Napoli. Con la prima squadra vince invece la Coppa Italia, primo trofeo senior per il giocatore.
La stagione seguente scende di categoria accordandosi con l'Asti. Tra gli elementi chiave della formazione piemontese, vince immediatamente il girone A di Serie A2, guadagnando la promozione nella massima serie. Nel marzo del 2012 ha contribuito alla vittoria della Coppa Italia dell'Asti nella finale contro la Luparense segnando un gol al decimo del secondo tempo e segnandone uno su rigore in semifinale contro il Montesilvano. Nel 2012 viene eletto 9º giocatore al mondo ai Futsal Awards. Nell'anno successivo viene nuovamente inserito tra i primi 10 (senza che venga stilata una graduatoria dettagliata), mentre nel 2014, dopo lo strepitoso Europeo culminato con il trionfo di Anversa e dopo essersi aggiudicato la prima edizione della Winter Cup in maglia neroarancio, completa la scalata alla 'top-three' di questa speciale classifica posizionandosi terzo alle spalle del portoghese Ricardinho e del brasiliano Falcão.
Il 19 giugno 2014 è scelto da ElPozo per coprire il vuoto lasciato dal ritiro di Kike Boned. Con i murciani Lima firma un triennale. Nel 2014-'15 si aggiudica la Supercopa de España, mentre il 7 maggio 2016 vince la Copa del Rey, completando così con due trofei all'attivo il biennio spagnolo.
Il successivo 18 giugno l'Acqua e Sapone annuncia l'acquisto del giocatore, che fa ritorno in Serie A dopo due anni di assenza.

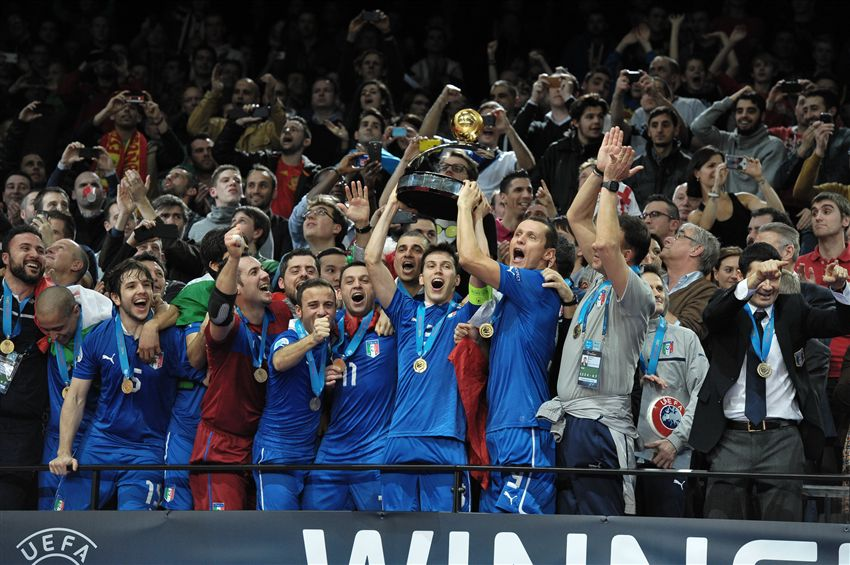
Lima solleva il trofeo dell'Europeo 2014

Nella prima stagione in Abruzzo mette in bacheca  la seconda Winter Cup della sua carriera. Nel 2017-18 la società di Città Sant’Angelo si aggiudica la Coppa Italia ai danni della Luparense prima, e poi la finale scudetto conclusasi l’11 giugno 2018, che vede i nerazzurri imporsi in gara 5 per 2-4 al Pala Sind di Bassano del Grappa . Dopo lo scudetto, nella sua ultima stagione in Italia Gabriel Lima aggiunge al proprio palmares un altro alloro, ovvero la Supercoppa Italiana conquistata contro il Napoli. Successivamente arriva anche la sua quarta Coppa Italia, superando in finale l’Italservice Pesaro, compagine che poche settimane più tardi, nella finale scudetto, darà battaglia all’Acqua e sapone fino a gara 5 riuscendo in extremis a scucirle il tricolore dal petto, ed impedendo così di bissare il trionfo di un anno prima. La proposta di rinnovo tarda ad arrivare, e matura con forza l’idea di lasciare l’Europa dopo quindici anni, ipotesi che si concretizza nei giorni successivi all’epilogo della stagione. Dopo tre anni in terra pescarese e cinque trofei conquistati, Lima rientra in Brasile. Nell’agosto 2019 si accorda con il Chonburi per disputare la World Intercontinental Futsal Cup, competizione nella quale i thailandesi si posizionano al quinto posto.

### Nazionale
Lima possiede la doppia cittadinanza grazie al nonno Ettore Mancini, originario di Leini in provincia di Torino. Nel 2008 fa parte della Italia Under-21 che prende parte al campionato europeo. A San Pietroburgo gli azzurrini conquistano la medaglia d'argento dietro ai padroni di casa e Lima viene inserito nella Top Ten del torneo insieme al connazionale Coco.
Entrato nel giro della nazionale maggiore non ancora ventenne, nel gennaio 2010 partecipa all'Europeo in Ungheria nel quale l'Italia viene eliminata nei quarti di finale dalla Repubblica Ceca. Nell'ottobre successivo prende parte al Grand Prix de Futsal in Brasile, concluso al quinto posto.
Nel gennaio 2012 arriva terzo all'Europeo in Croazia, battendo per 3-1 i padroni di casa dopo che gli Azzurri vengono piegati 0-1 dalla Spagna in semifinale. Nel novembre dello stesso anno partecipa alla sua prima Coppa del Mondo, in Thailandia. Insieme ai suoi compagni è protagonista della sorprendente rimonta con cui l'Italia, in svantaggio per 0-3, supera il Portogallo per 4-3 nei quarti di finale. Nel turno successivo, la Spagna elimina gli Azzurri che nella finalina superano la Colombia con un perentorio 3-0 aggiudicandosi la medaglia di bronzo. Il 6 gennaio 2013, in una gara amichevole contro la Repubblica Ceca, indossa per la prima volta la fascia da capitano ereditandola da Márcio Forte.
Nel gennaio 2014 Lima fa parte della spedizione azzurra al campionato europeo organizzato in Belgio. Smaltito il brutto esordio contro la Slovenia, il capitano prende per mano la nazionale trascinandola fino alla finale in cui l'Italia supera la Russia per 3-1. Lima riceve inoltre la Scarpa di Bronzo grazie alle quattro reti realizzate ed ai tre assist forniti, viene inserito nel quintetto ideale della manifestazione, e viene eletto MVP, toccando il picco più alto della propria carriera. Questi traguardi lo porteranno ad essere nominato terzo miglior giocatore al mondo ai Futsal Awards del 2014.
Il 2016 non è un anno fortunato per gli azzurri, che non vanno oltre i quarti di finale all'Europeo in Serbia (sconfitti dal Kazakistan, tuttavia Lima si leva la soddisfazione di essere inserito nell'All Star Team dalla giuria UEFA) e neppure oltre gli ottavi del Mondiale colombiano (a beneficio dell'Egitto). Il 28 gennaio 2018 viene inserito da Roberto Menichelli nella lista definitiva dei convocati per l'Europeo 2018, il terzo da capitano. Nella gara inaugurale contro la Serbia subisce un infortunio alla coscia sinistra. Non essendoci possibilità di recupero in tempi brevi, viene sostituito nella lista dall'esperto Fortino. Gli azzurri vengono sconfitti dalla Slovenia e non accedono ai quarti di finale. Nella doppia amichevole contro la Francia, disputata ad Asti il 4 e 5 dicembre 2018, raccoglie le sue ultime presenze e reti in Nazionale. In totale, ha giocato 109 partite in maglia azzurra, realizzando 60 reti.

## Palmarès

### Club

#### Competizioni giovanili
- Campionato italiano Under-21: 1

Aosta: 2004-05

#### Competizioni nazionali
- Campionato italiano: 1

A&S: 2017-18
- Coppa Italia: 4

Arzignano: 2008-09
Asti: 2011-12
A&S: 2017-18, 2018-19
- Supercoppa italiana: 1

A&S: 2018
- Campionato di Serie A2: 1

Asti: 2009-10
- Winter Cup: 2

Asti: 2013-14
Acqua&Sapone:2016-17
- Supercoppa di Spagna: 1

ElPozo Murcia: 2014
- Coppa del Re: 1

ElPozo Murcia: 2015-16

### Nazionale
- Campionato d'Europa: 1

Italia: 2014

### Individuale
- Pallone Azzurro: 1

2014